# Swertia komarovii
Swertia komarovii är en gentianaväxtart som beskrevs av Pissjaukova. Swertia komarovii ingår i släktet Swertia och familjen gentianaväxter. Inga underarter finns listade i Catalogue of Life.